# Goran Đukić
Goran Đukić (serbisch-kyrillisch Горан Ђукић; * 6. November 1970 in Banja Luka, Jugoslawien) ist ein ehemaliger bosnisch-serbischer Fußballspieler. Die meiste Zeit seiner Laufbahn verbrachte er bei den Vereinen Borac Banja Luka und Hajduk Kula. Für Hajduk spielte er fünf Jahre, wobei er insgesamt 114 Spiele für den Verein absolvierte. Des Weiteren stand er auch eine kurze Zeit beim serbischen Rekordmeister Roter Stern Belgrad unter Vertrag.